# Yecla (vino)
Yecla es una denominación de origen (DO), cuya zona de producción se encuentra situada en el nordeste de la provincia de Murcia (España). Tiene como centro de la denominación el municipio de Yecla. Obtuvo la calificación de denominación de origen en el año 1972.

## El Entorno
La altitud de los viñedos está comprendida entre los 400 y 800 metros sobre el nivel del mar, el suelo son calizos y abundantes en hierro.
El clima es continental con incluencias del clima mediterráneo, la pluviometría media anual es de 350 mm.

## Denominación de origen
El Yecla es una denominación de origen protegida (DOP) con registro ante la Unión Europea desde el 13 de junio de 1986.También cuenta con registro ante la Organización Mundial de la Propiedad Intelectual desde 22 de junio de 2021.

## Uvas
- Cabernet Sauvignon
- Merlot
- Syrah
- Airén
- Chardonnay
- Monastrell
- Tempranillo
- Garnacha
- Macabeo
- Malvasía
- Merseguera

## Añadas
- 1975 Regular
- 1976 Excelente
- 1977 Regular
- 1978 Buena
- 1979 Buena
- 1980 Regular
- 1981 Regular
- 1982 Buena
- 1983 Buena
- 1984 Muy Buena
- 1985 Buena
- 1986 Buena
- 1987 Buena
- 1988 Muy Buena
- 1989 Buena
- 1990 Buena
- 1991 Buena
- 1992 Buena
- 1993 Buena
- 1994 Buena
- 1995 Muy Buena
- 1996 Buena
- 1997 Buena
- 1998 Muy Buena
- 1999 Muy Buena
- 2000 Excelente
- 2001 Muy Buena
- 2002 Buena
- 2003 Muy Buena
- 2004 Muy Buena

## Bodegas
- Bodegas Castaño
- Bodegas La Purísima
- Señorío de Barahonda
- Bodegas Evine
- Bodega Casa Boquera

## Ruta del Vino
- Ruta del Vino de Yecla